# 종물
종물(從物)은 종속된 물건이라는 민법상 개념으로 주물에 종속된다.  종물은 주물과 함께 동일한 소유자에게 속하며, 독립한 물건으로서 주물의 상용에 이바지하여야 한다. 종물은 주물의 처분에 수반된다는 민법 제100조 제2항은 임의규정이므로, 당사자는 주물을 처분할 때에 특약으로 종물을 제외할 수 있고, 종물만을 별도로 처분할 수도 있다. 주물의 소유자나 이용자의 상용에 공여되고 있더라도 주물 그 자체의 효용과는 직접 관계없는 물건은 종물이 아니다

## 개요
어떤 물건의 경제적 효용을 완전하게 하기 위하여 다른 물건을 결합시켜서 보조적(補助的)으로 이용하지 않으면 안 될 때가 있다. 예컨대 가방과 열쇠, 칼과 칼집, 본채와 헛간 등이 그 예이다. 전자를 주물(主物)이라 하며 후자를 종물(從物)이라 한다(100조 1항). 그리고 주물·종물은 동일한 소유자에 속하고 있어야 한다. 또한 종물은 독립성을 상실하는 것이 아니므로 부가물(附加物)(358조)과는 다르며 또 주종(主從)의 관계가 있으므로 집합물(集合物)과도 다르다. 주물과 종물을 구별하는 실익은 종물은 주물의 처분에 따른다는 점에 있다(100조 2항). 주물에 관하여 매매가 있으면 종물을 포함시킨다는 약속을 하지 않아도 종물까지 포함된다(단, 주물의 소유자나 이용자의 상용에 공여되고 있더라도 주물 그 자체의 효용과 직접 관계가 없는 물건은 종물이 아니다). 건물에 저당권이 설정되면 종물을 포함시킨다는 약속이 없어도 당연히 저당권의 효력은 종물에 미친다. 그러나 당사자가 주물 처분에 있어서 특히 종물의 처분을 유보한다는 약속을 한 경우의 종물은 제외된다. 그리고 주물·종물은 물건의 상호간의 관계인데, 학설은 주종(主從)이 있는 권리 상호간에도 주물·종물과 마찬가지로 취급하는 것을 인정하고 있다(예；元本債權과 利子債權, 建物과 그 敷地의 賃借權 등)

## 판례
“위 3층 건물 화장실의 오수처리를 위하여 위 건물 옆 지하에 바로 부속하여 설치되어 있음을 알 수 있어 독립된 물건으로서 종물이라기보다는 위 3층 건물의 구성부분으로 보아야 할 것이다.”

## 같이 보기
- 부착물